# 大衛·蘇切特
大衛·蘇切特爵士，CBE（英語：Sir David Suchet，(/ˈsuːʃeɪ/ SOO-shay，1946年5月2日—），是一位英國英格兰演員，以演出偵探電影而聞名。他最有名的角色是扮演《大偵探白羅》系列電視劇裡的名偵探赫丘勒·白羅。

## 演出作品
- 报社 （Press, 2018)
- 美國刺客 （American Assassin，2017）
- 大偵探白羅 （Agatha Christie's Poirot）
- 星際戰爭－未來戰士 （Wing Commander，1999）
- 大國民傳奇  （RKO 281，1999）
- 超完美謀殺案  （A Perfect Murder，1998）
- 七四七絕地悍將  （Executive Decision，1996）
- 無罪的辯護 （The Last Innocent Man，1987）
- 鐵鷹F-16 （Iron Eagle，1986）